# Fanfarria para el hombre corriente

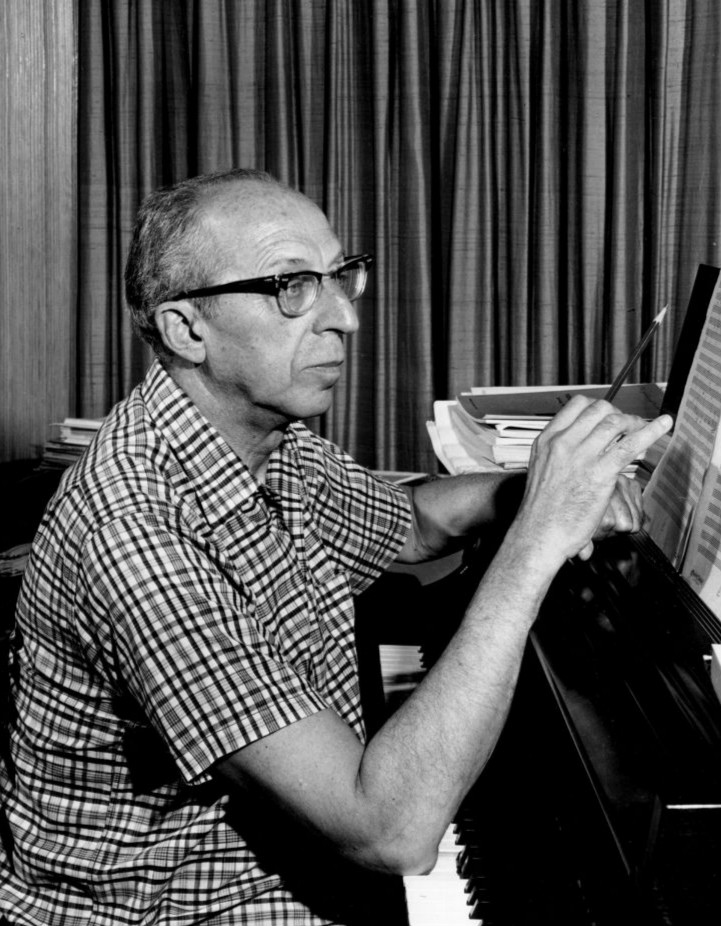
Aaron Copland en un programa de televisión en 1962.

Fanfarria para el hombre corriente o Fanfarria para el hombre común (en inglés Fanfare for the Common Man) es una composición para metales y percusión de Aaron Copland. Fue escrita por encargo del director de orquesta Eugene Goossens, quien quiso iniciar los conciertos de la Orquesta Sinfónica de Cincinnati con fanfarrias escritas por distintos autores en homenaje a los combatientes aliados en la Segunda Guerra Mundial, entonces en curso. La obra se estrenó en 1942 y pronto se convirtió en una de las obras musicales más populares de su autor.

## Instrumentación
Está escrita para los siguientes instrumentos:
- cuatro trompas en Fa.
- tres trompetas en Si bemol.
- tres trombones.
- tuba
- timbal
- gong o tam-tam

## La fanfarria
En su autobiografía, Copland se refería así al encargo:

A finales de agosto me ha escrito Eugene Goossens, director de la Orquesta Sinfónica de Cincinnati, sobre una idea que piensa implementar para la temporada de conciertos 1942-1943. Durante la Primera Guerra Mundial pidió a los compositores británicos la composición de una fanfarria para iniciar cada concierto. Tuvo tanto éxito que pensó en repetir la experiencia durante la Segunda Guerra Mundial con compositores norteamericanos.
Aaron Copland, Autobiografía

Se presentaron un total de dieciocho fanfarrias por requerimiento de Goossens a distintos compositores, pero solamente la obra de Copland permanece en los repertorios de música del período.
Goossens sugirió títulos como Fanfarria para los soldados, o marineros, o aviadores, ya que, según sus propias palabras:

Mi idea es hacer de estas fanfarrias una conmovedora y significativa contribución al esfuerzo bélico...
Eugene Goossens

Goossen escribió: «Su título es tan original como su música, y en mi opinión expresa tantas cosas que merece ser interpretada en una ocasión especial. Si está usted de acuerdo, la estrenaremos el 12 de marzo de 1943, la fecha del impuesto sobre la renta». La respuesta de Copland fue: «Estoy totalmente de acuerdo en honrar al hombre común en la fecha del impuesto sobre la renta».
Más adelante, Copland adoptó la fanfarria como el tema principal del cuarto movimiento de su Tercera sinfonía.

## Obras derivadas
En 1977 la banda británica de rock Emerson, Lake & Palmer recreó completamente la fanfarria de Copland en el álbum Works, Vol. 1. Ese mismo año se editó una versión para disco simple que se transformó en uno de los grandes éxitos de la banda. Cabe decir que Keith Emerson, un admirador del estilo americano de Copland, ya había versionado con «Emerson, Lake & Palmer» el tema Hoedown, de ese autor, en el álbum de 1972 Trilogy.
Un extracto de la Fanfarria para el hombre común fue utilizada como apertura por los Rolling Stones en sus giras Tour of The Americas '75 y Tour of Europe '76, donde presentaban el álbum Black and Blue, y también un extracto de este tema se utilizó como secuencia de apertura en el programa DeporTV en México.
La banda de rock estadounidense Styx también ha utilizado la pieza de Copland. En efecto, su álbum epónimo Styx, de 1972, comienza con una suite denominada Movement for the Common Man, cuya tercera sección, Fanfare for the Common Man, es una interpretación libre de la pieza original de Copland.
Por su lado, la banda de rock Asia (cuyo baterista Carl Palmer era también miembro de la mencionada Emerson, Lake & Palmer) interpreta con frecuencia en sus presentaciones en vivo una variación de la fanfarria. A lo largo de los años han aparecido diferentes versiones de la obra en los álbumes en vivo de Asia. 
Podemos escuchar también el motivo principal de la fanfarria en el estribillo de «We Will Rock You», compuesta por Brian May, guitarrista de la banda británica Queen, editada por primera vez en el sexto álbum de Queen, News of the World, en 1977.
Análogamente, la orquesta de Woody Herman era conocida por concluir sus presentaciones con una versión jazzística de la Fanfarria para el hombre común.
Por último, cabe mencionar que Bob Dylan ha abierto sus espectáculos con la fanfarria.